# Triticum monococcum
Espèce
Statut de conservation UICN

 LC  : Préoccupation mineure
Triticum monococcum L. (1753) est une espèce de plantes monocotylédones de la famille des Poaceae (Graminées), sous-famille des Pooideae.
Elle regroupe plusieurs céréales cultivées qui en sont des sous-espèces.

## Taxonomie
Auparavant, Triticum monococcum désignait l'engrain uniquement. En 2024, la plupart des bases de données de référence en botanique présentent ces céréales comme des sous-espèces de Triticum monococcum.
Selon World Checklist of Selected Plant Families (WCSP) (31 août 2024) :
- Triticum monococcum subsp. monococcum - l'engrain
- Triticum monococcum subsp. aegilopoides (Link) Thell. - l'engrain sauvage